# Pedrosa de la Vega
Pedrosa de la Vega ist ein Ort und eine nordspanische Gemeinde (municipio) mit 280 Einwohnern (Stand: 2024) in der Provinz Palencia der Autonomen Gemeinschaft Kastilien-León. Neben dem Hauptort Pedrosa de la Vega gehören die Ortschaften Ganinas de la Vega, Lobera de la Vega und Villarrodrigo de la Vega zur Gemeinde.

## Lage und Klima
Pedrosa de la Vega liegt in der altkastilischen Meseta in einer Höhe von ca. 890 m. Die Provinzhauptstadt Palencia befindet sich gut 56 km (Fahrtstrecke) südsüdöstlich. Das Klima im Winter ist kühl, im Sommer dagegen trotz der Höhenlage gemäßigt bis warm; Niederschläge (ca. 659 mm/Jahr) fallen überwiegend im Winterhalbjahr.

## Bevölkerungsentwicklung
| Jahr      | 1970 | 1981 | 1991 | 2001 | 2011 | 2021 |
| Einwohner | 571  | 464  | 444  | 383  | 360  | 298  |

## Sehenswürdigkeiten
- römische Villa La Olmeda (im Grundriss mit Mosaiken erhalten und mit Besucherzentrum)
- Martinskirche

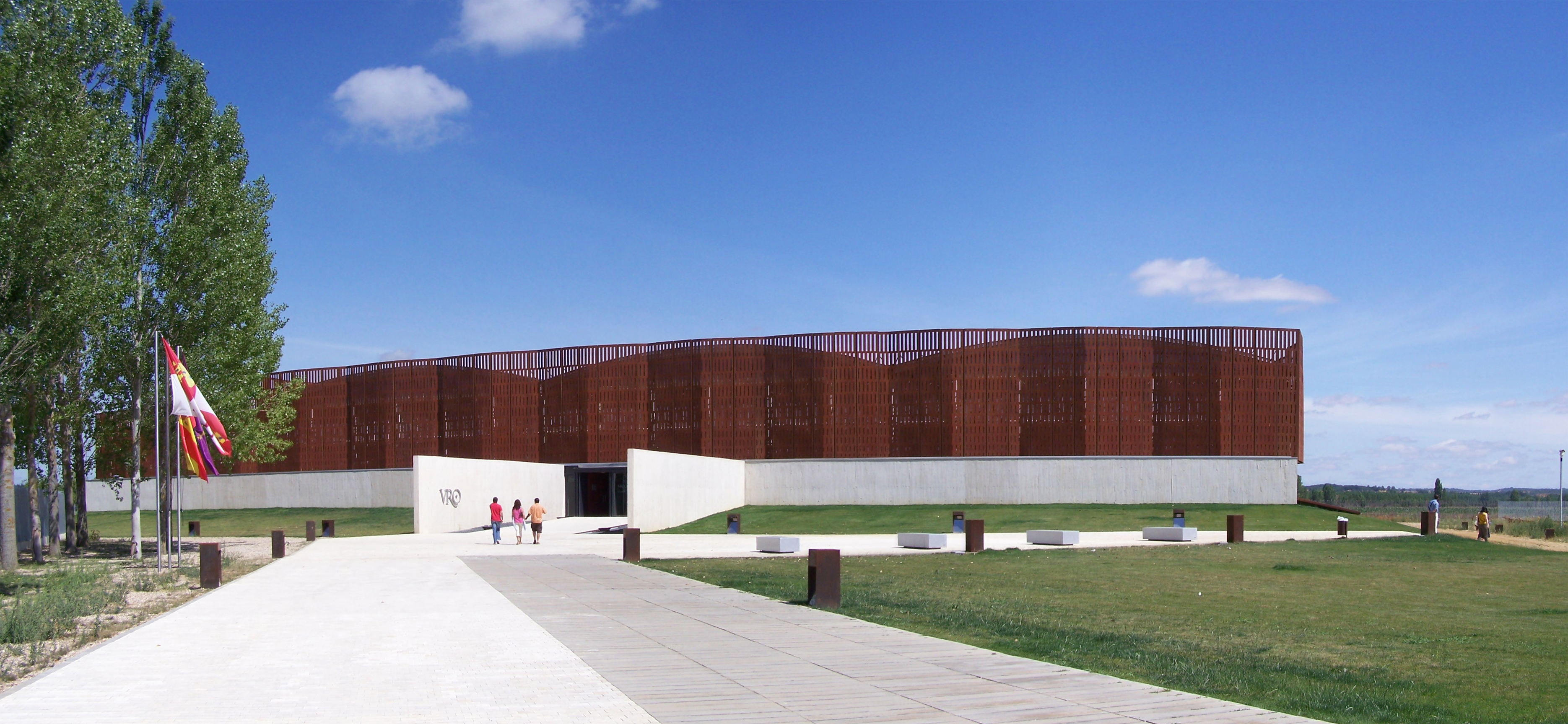
Römische Villa
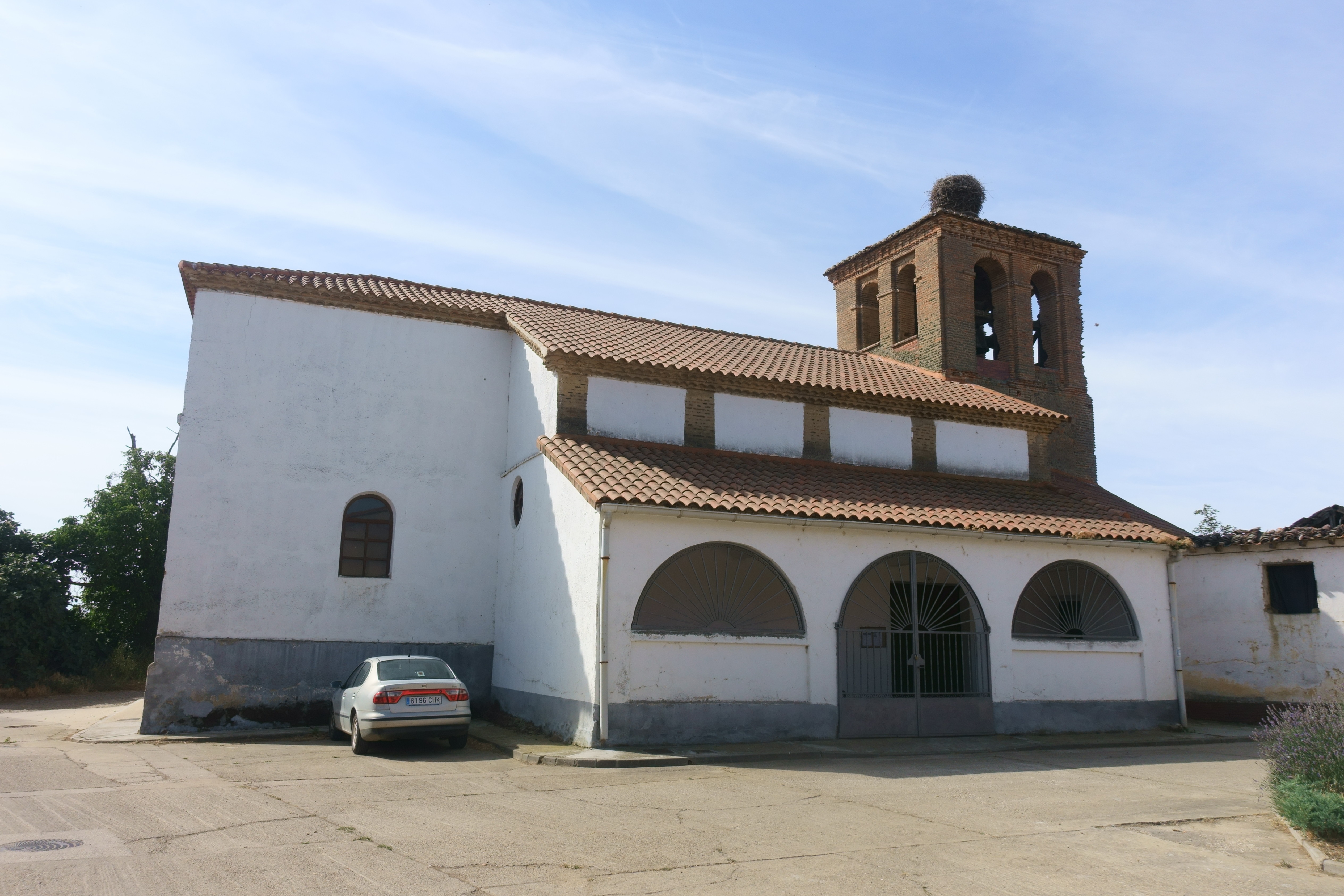
Martinskirche
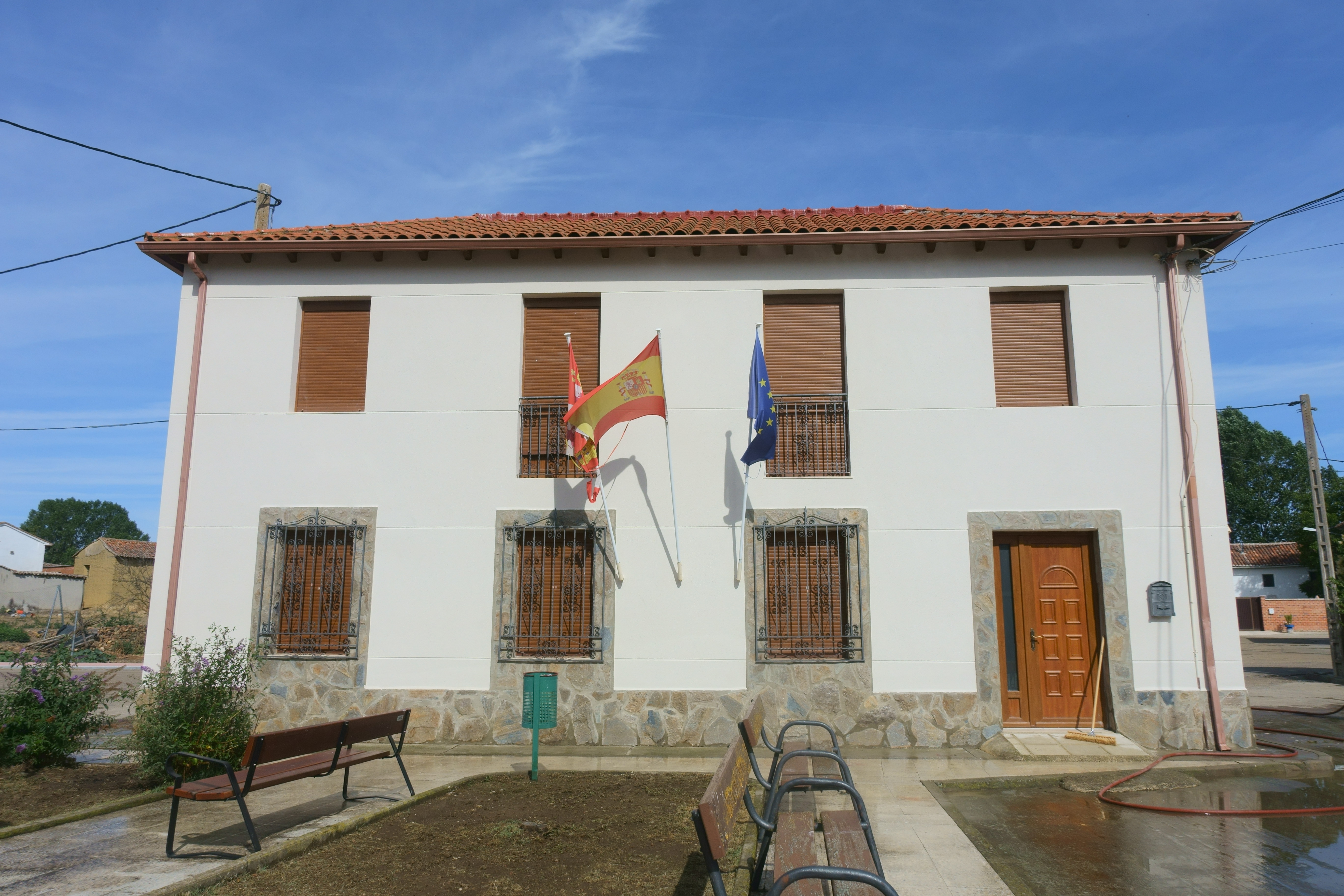
Rathaus